# Patricia Briggs
Patricia Briggs (Butte, Montana, 1965 –) amerikai írónő. Jelenleg Washington államban él. 1990 óta ír, többek között a Mercy Thompson című urban fantasy sorozat szerzője.

## Könyvei

### Sianim-sorozat
1993-ban jelent meg az első regénye, a Masques (Álarcosbál). Az első könyve nagyon gyatrán fogyott, és emiatt az írói karrierje is majdnem véget ért. Végül sikerült megjelentetnie a második regényét, a Steal The Dragont (Rabold el a sárkányt) 1995-ben, amiből lényegesen többet adtak el, és a kritikák is kedvezőek voltak. A karrierje az eladások számát és az ismertségét tekintve szép lassan felfelé kezdett ívelni. Az utólag Sianim névre keresztelt sorozatba összegyűjtött regények 1998-ban és 2010-ben további két epizóddal egészültek ki.
- Masques (1993)
- Steal the Dragon (1995)
- When Demons Walk (1998)
- Wolfsbane (2010)

### Hurog-sorozat
A jobb üzleti mutatók és az ebből eredő növekvő írói magabiztossága miatt Briggs ezután rendes könyvsorozatok írásába vágott bele. A Hurog-könyveket alkotó Dragon Bones (Sárkánycsontok) és Dragon Blood (Sárkányvér) ugyanabban a világban játszódnak, azonos szereplőkkel, de mindkét mű önmagában is megállja a helyét.
- Dragon Bones (2002)
- Dragon Blood (2003)

### Raven-sorozat
A Raven-történet - Raven's Shadow (A Holló árnyéka) és Raven's Strike (A Holló lecsap) - egy valódi kétkötetes mű, amelyben egyetlen történet bontakozik ki.
- Raven's Shadow (2004)
- Raven's Strike (2005)

### Mercy Thompson-sorozat
Mivel Briggs rendkívül hitelesen tudja megformálni a szereplőit, a szerkesztője a 2000-es évek közepén javasolta, hogy próbálkozzon meg az urban fantasy műfajával; egyrészt, mert az ez az irányvonal egyre népszerűbb volt akkoriban, másrészt pedig a kiadó szerette volna kiterjeszteni Briggs olvasóközönségét. Az írónő igent mondott, és aláírt egy három könyvre szóló szerződést, amiből végül megszülettek Mercy Thompson kalandjai. Ő egy Vérfarkasok nevelte alakváltó, a Megszólít a Hold című első rész 2006-ban jelent meg. A regény végül felkerült a USA Today bestseller-listájára. A sorozat második kötete, a Blood Bound egyenesen a The New York Times bestseller-listáján landolt. A harmadik könyv, az Iron Kissed a New York Times bestseller-lista első helyére is felkerült.
E könyveinek egyik fő jellegzetessége, hogy minden kötet önmagában is kerek történet, és nem maradnak a végén fontosabb lezáratlan szálak, amelyek csak a sorozat következő részében kapnak feloldást.
Briggs a közelmúltban bejelentette, hogy ezt a szériát legalább hétkötetesre tervezi. River Marked címmel jelent meg a hatodik rész 2011-ben.
- Megszólít a Hold (2006, magyar kiadás: Agave Könyvek, 2011)
- A vér kötelez (2007, magyar kiadás: Agave Könyvek, 2012)
- Iron Kissed (2008)
- Bone Crossed (2009)
- Silver Borne (2010)
- River Marked (2011)

#### Képregény-adaptáció
A közelmúltban megjelent egy képregény Mercy Thompsonról. A Patricia Briggs's Mercy Thompson: Homecoming című műnek az első részét 2008. november 12-én adták ki.

### Alpha and Omega-sorozat
Briggs 2008-ban egy újabb sorozatot kezdett el Alpha and Omega címmel, ami jelenleg a második résznél tart.
- Cry Wolf (2008)
- Hunting Ground (2009)

## Magyarul
- Megszólít a Hold; ford. Farkas Veronika; Agave Könyvek, Bp., 2011
- A vér kötelez; ford. Farkas Veronika; Agave Könyvek, Bp., 2012

## Fordítás
- Ez a szócikk részben vagy egészben  a   Patricia_Briggs című angol Wikipédia-szócikk fordításán alapul.  Az eredeti cikk szerkesztőit annak laptörténete sorolja fel. Ez a jelzés csupán a megfogalmazás eredetét és a szerzői jogokat jelzi, nem szolgál a cikkben szereplő információk forrásmegjelöléseként.